# Asthenargus myrmecophilus
Asthenargus myrmecophilus är en spindelart som beskrevs av Miller 1970. Asthenargus myrmecophilus ingår i släktet Asthenargus och familjen täckvävarspindlar. Inga underarter finns listade.